# مدلون ریزندورپ
مدلون ریزندورپ (متولد ۱۹۴۵، بیلتوون) هنرمند هلندی است که به عنوان یکی از مؤسسین دفتر معماری کلانشهر (OMA) در اوایل دهه ۱۹۷۰ (همراه با رم کولهاس، الیا زنگلیس و زوئی زنگلیس) شناخته شده‌است.
او همسر رم کولهاس بود.
«جهان مدولون ریزندورپ: نقاشی ها/ کارت پستال‌ها / اشیاء / بازی‌ها» نمایشگاه بازنگری کار هنرمند در ۴۰ سال گذشته، به نمایشگاه گردانی شومن بشار و استفن تروبی بود. در سال ۲۰۰۸، درمدرسه معماری انجمن معماری لندن شروع، و سپس به آیدس، برلین؛ دوسالانه معماری ونیز و در نهایت موزه معماری سوئیس، بازل رفت. این نمایشگاه با یک کاتالوگ غنی مصور و نوشته‌هایی از از بئاتریس کلومینا، داگلاس کُپلند، اوبر دمیش، تری وین دمیش، زها حدید، چارلز جنکس، چارلی کولهاس، هانس اولریش اوبریست، برت استیل و فنا حکما واخنار همراه بود.
مدولون ریزندورپ در لندن زندگی می‌کند و دو فرزند دارد: چارلی کولهاس، عکاس و توماس کولهاس، فیلمساز.

## کتابشناسی
- رم کولهاس، نیویورک هذیانی: مانیفستی بازبینی شده برای منهتن. چاپ اول. نشر دانشگاه آکسفورد، ۱۹۷۸.
- شومن بشار، استفن تروبی (ویراستاران): جهان مدلون ریزندورپ، نشر انجمن معماری، لندن، ۲۰۰۸.